# Xiaomi Арена
«Сяоми́ Аре́на» (латыш. Xiaomi Arēna), ранее «Аре́на Ри́га» (латыш. Arēna Rīga) — многофункциональный спортивно-концертный комплекс в городе Рига (Латвия), построенный к чемпионату мира по хоккею 2006 года (открыт в феврале 2006 года). В апреле 2007 года на ней прошёл финал четырёх Балтийской баскетбольной лиги. С сезона 2008/2009 здесь проводит свои домашние матчи хоккейная команда «Динамо» (Рига). С сезона 2010/2011 здесь также проводит свои домашние матчи команда «Рига».

## Характеристики[2]
- Стоимость строительства: 20 млн латов.
- Общая площадь: 22 568 м².
- Общий строительный объём: 232 300 м³.

## Вместимость
- во время хоккея: 10 300 зрителей
- во время баскетбола: 11 200 зрителей
- во время концерта: 14 500 зрителей

## Спортивные события
2006 год
- ЧМ по хоккею с шайбой 2006
- Матч звёзд ББЛ
- Мировое гран-при K-1

2007 год
- Финал четырёх ББЛ

2008 год
- Первый дивизион молодёжного чемпионата мира по хоккею с шайбой 2008
- ЧЕ по баскетболу среди мужчин U20
- Кубок IKI по тяжелой атлетике
- Президентский кубок ББЛ
- Мировое гран-при K-1
- 27 международный фестиваль спортивных танцев «GE Money Grand Prix»

2009 год
- Квалификация на Олимпийские игры 2010: хоккей, мужчины
- ЧЕ по баскетболу среди женщин

2010 год
- Fight Arena: Latvia vs. Russia
- Выставочные игры КХЛ — НХЛ («Динамо» Рига vs. Финикс Койотс)

2011 год
- 1 боксерский турнир среди хоккейных тафгаев «ICEBOX 2011»
- ЧМ по баскетболу среди молодёжных команд
- Кубок Раймонда Бергмана среди стронгменов
- Торжественное мероприятие в честь 80-летия Латвийского хоккея

2012 год
- Матч звёзд КХЛ
- Bauer Tretyak Latvia Invite
- Европейский хоккейный вызов
- Klondaika Fight Arena 2012
- Суперфинал турнира «Bigger's Better»

2013 год
- Квалификация на Олимпийские игры 2014: хоккей, мужчины
- Klondaika Fight Arena 2013

2014 год
- European Tour 2014/2015 – Event 1

2015 год
- Чемпионат Европы по баскетболу 2015

2019 год
- Чемпионат Европы по баскетболу среди женщин 2019

2021 год
- Чемпионат мира по хоккею с шайбой 2021

2023 год
- Чемпионат мира по хоккею с шайбой 2023

Ежегодные мероприятия
- Кубок LDz по хоккею
- ЧМ по мотофристайлу
- Регулярные игры и игры плей-офф КХЛ
- TM Fighting Grand Prix

## Музыкальные события
- Sensation White — TBA (Latvia, 2007)

### Концерты
- 2Cellos
- Thirty Seconds to Mars
- A-ha
- Adam Tensta
- Al Bano
- Алла Пугачева
- Apocalyptica
- Avril Lavigne
- Awakening Europe Baltija
- Backstreet Boys
- Bastille
- Billy Idol
- Björk
- Bryan Adams
- Bonnie Tyler
- Chris Norman
- Chris Rea
- Combichrist
- David Guetta
- ДДТ
- Deep Purple
- Depeche Mode
- Дмитрий Хворостовский
- Ed Sheeran
- Елена Ваенга
- Элтон Джон
- Enrique Iglesias
- Эрик Клэптон
- Eros Ramazzotti
- Faithless
- Glenn Miller Orchestra
- Gojira
- Golden Ring
- Gotan Project
- Gregorian
- Григорий Лепс
- Gustavo
- Hurts
- Iggy and The Stooges
- Imagine Dragons
- Instrumenti
- Iron Maiden
- James Blunt
- James Brown
- Jean Michel Jarre
- Katie Melua
- Katy Perry
- KISS
- Korn
- Kylie Minogue
- Lana Del Rey
- Lenny Kravitz
- Limp Bizkit
- Linkin Park
- Lou Reed
- Luis Fonsi
- MakSim
- Mariah Carey
- Marilyn Manson
- Машина времени
- Metallica
- Mika
- Mireille Mathieu
- Мумий Тролль
- Muse
- Nazareth
- Николай Басков
- Nine Inch Nails
- Ozzy Osbourne
- Patricia Kaas
- Paul Mauriat
- Pet Shop Boys
- Филипп Киркоров
- Pink
- Placebo
- Redfoo
- Prāta Vētra (Brainstorm)
- Queen + Paul Rodgers
- R.E.M.
- Rammstein
- Rihanna
- Ringo Starr & His All-Starr Band
- Robbie Williams
- Scorpions
- Seal
- Sex Pistols
- Sigur Rós
- Simply Red
- София Ротару
- Smokie
- Suzi Quatro
- Sting
- Tiësto
- Tokio Hotel
- Toto Cutugno
- Thriller – Live
- The Orchestra
- Валерий Меладзе
- Ванесса Мэй
- We Are Scientists
- Верка Сердючка
- Витас
- Земфира
- Звери